# Szczęsny Zaleski
Szczęsny Zaleski, Szczęsny Czesław Zaleski (ur. 16 kwietnia 1890 w Würzburgu, zm. 2 września 1948 w Wellington) – polski prawnik i urzędnik konsularny.

## Życiorys
Syn Jana i Marii Burkathów. Absolwent gimnazjum klasycznego w Humaniu oraz wydziału prawa uniwersytetu w Kijowie. Służył w wojsku rosyjskim na froncie tureckim (1916–1918). Był zatrudniony w przedstawicielstwie Rady Regencyjnej w Kijowie (1918); aresztowany przez bolszewików, następnie więziony w Kijowie i Moskwie. Wstąpił do polskiej służby zagranicznej w 1920, pełniąc w niej szereg funkcji, m.in. urzędnika MSZ (1920), sekr. poselstwa w Helsingfors (1920-1921), urzędnika MSZ (1921-1923), sekretarz poselstwa w Rydze (1923–1926), radcy ambasady w Watykanie (1926–1929), II sekr./radcy poselstwa w Berlinie (1929-1932), kons. gen. we Frankfurcie nad Menem (1932–1934), radcy departamentu polityczno-ekonomicznego MSZ (1934–1939). Pełnił funkcję radcy w Bukareszcie (od 1939) i Atenach (do 1941), konsula generalnego w Lusace (1943-1944) i Johannesburgu (1944–1945) i delegata rządu RP, bezpośrednio Ministerstwa Opieki Społecznej, w Pahiatua w Nowej Zelandii (1946–1948).
Pochowany 6 września 1948 na cmentarzu Karori w Wellington.